# Unifiedpost
Unifiedpost Group is een Belgisch fintechbedrijf dat cloud-based oplossingen biedt voor business processen en het vereenvoudigen van transacties. Het bedrijf biedt diensten aan over heel Europa, zoals document processing, betaaldiensten en financiële oplossingen die gericht zijn op het digitaliseren van papergestuurde processen om zo de efficiëntie, de veiligheid en de duurzaamheid van bedrijfsvoering te verbeteren. Het bedrijf werd in 2001 opgericht door Hans Leybaert (nu CEO).
Het ondersteunt bedrijven bij het verwerken van documenten en betalingen. Zo biedt het in België een online platform aan waarmee bedrijven facturen en administratieve documenten kunnen uitwisselen. Dit platform voldoet in België aan wettelijke vereisten inzake elektronische handtekeningen. 
Midden 2020 had het bedrijf 400.000 KMO's geholpen met de verwerking van 350 miljoen documenten. Het bedrijf draaide een omzet van 26 miljoen euro in 2018 en stelde 230 mensen te werk. In 2019 behaalden ze een omzet van 70 miljoen euro en werkten er 750 mensen.

## Korte geschiedenis
Opgericht in 2001 in België door CEO Hans Leybaert, focuste het bedrijf zich in het begin op technologie voor documentverwerking. Het bedrijf groeide door zijn activiteit in Luxemburg en Nederland en in 2009 opende het een Development Center in Roemenië. De groei bleef verzekerd door de overname van bedrijven als PowertoPay (nu Payment Hub) en finodis, waardoor de betaling- en financiële diensten werden toegevoegd aan de mogelijkheden. In 2014 en 2015 kocht Unifiedpost respectievelijk eID en Zet Solution, waardoor identiteitstools en tools voor documentondertekening aan het bedrijf werden toegevoegd. In 2016 lanceerde het bedrijf PAY NXT, wat hen officieel een betalingsinstelling maakte. In de jaren die hierop volgden, werden verschillende bedrijven zoals ADM Solutions en Inventive Designers overgenomen door Unifiedpost Group. Hierdoor werden de financiële accounting integration en klantcommunicatiemogelijkheden versterkt. In 2019 breidde Unifiedpost Group zijn markt uit door overnames van Fitek en Primme Document en zette in 2020 de stap naar de beurs (Euronext Brussel). Het bedrijf bleef groeien in 2021, waarin ze opnieuw zes bedrijven overnamen.

## Diensten en oplossingen
De oplossingen die Unifiedpost Group aanbiedt, zijn onder te verdelen in drie categorieën. 
- Documentverwerking: Oplossingen voor elektronisch factureren, document management en automatisch verwerken van aankoop- en verkoopfacturen
- Betaaldiensten: Betaaloplossingen die geïntegreerd kunnen worden met bestaande financiële systemen
- Financiële diensten: Oplossingen die bedrijven ondersteunen in het beheren van hun liquiditeiten voor groei

Beursgang
In september 2020 ging Unifiedpost Group publiek op Euronext Brussel om kapitaal op te halen nodig voor expansie, technologische investeringen en mogelijke overnames.

## Billtobox
Het flagship product van Unifiedpost Group noemt Billtobox in België en Banqup in de rest van de wereld. Het platform is gericht op KMO's en laat toe om (electronische) facturen te verwerken en betalingen te doen. Het programma is de tegenhanger van het Amerikaanse Bill.com. Hierdoor is het een cashflowplatform voor KMO's. Alle data wordt doorgestuurd naar de accoutant via diverse koppelingen met boekhoudpakketten. Het platform is ontstaan uit een samenwerking met het Institute for Tax Advisors and Accountants (ITAA).